# بحث جوجل
بحث جوجل (بالإنجليزية: Google Search) أو جوجل (بالإنجليزية: Google)، هو محرك بحث صممته شركة جوجل. وهو محرك البحث الأكثر استخدامًا على شبكة الويب العالمية عبر جميع الأنظمة الأساسية، مع حصة سوقية تبلغ 92.16٪ اعتبارًا من ديسمبر 2020، ويتعامل مع أكثر من 5.4 مليار عملية بحث يوميًا.
يعتمد ترتيب نتائج البحث التي تعرضها جوجل، جزئيًا على نظام ترتيب أولوية يسمى بيج رانك (بالإنجليزية: PageRank). يوفر بحث جوجل أيضًا العديد من الخيارات المختلفة للبحث المُخصص، باستخدام الرموز لتضمين أو استبعاد أو تحديد أو طلب سلوك بحث معين، ويقدم تجارب تفاعلية متخصصة، مثل حالة الرحلة الجوية وتتبع حزم الشحن، وتنبؤات الطقس، وتحويلات العملات والوحدة والوقت، تعريفات الكلمات وغيرها.
الغرض الرئيسي من بحث جوجل هو البحث عن نص في المستندات التي يمكن الوصول إليها عمومًا والتي تقدمها خوادم الويب، على عكس البيانات الأخرى، مثل الصور أو البيانات الموجودة في قواعد البيانات. تم تطويره في الأصل في عام 1997 من قبل لاري بيدج وسيرجي برين. في يونيو 2011، قدمت جوجل خدمة «بحث جوجل الصوتي» للبحث عن الكلمات المنطوقة بدلاً من الكلمات المكتوبة. وفي مايو 2012، قدمت جوجل ميزة البحث الدلالي للرسم البياني المعرفي في الولايات المتحدة.
قد يشير تحليل تكرار مصطلحات البحث إلى اتجاهات اقتصادية واجتماعية وصحية. يمكن الاستعلام علنًا عن البيانات المتعلقة بتكرار استخدام مصطلحات البحث على جوجل عبر جوجل تريندز، وقد ثبت أنها ترتبط بتفشي الإنفلونزا ومستويات البطالة، وتوفر المعلومات بشكل أسرع من طرق الإبلاغ والاستطلاعات التقليدية. اعتبارًا من منتصف عام 2016، بدأ محرك بحث Google في الاعتماد على الشبكات العصبية العميقة.
من بين منافسي جوجل يأتي بايدو وسوسو في الصين، نافير وداوم في كوريا الجنوبية، ياندكس في روسيا، Seznam.cz في جمهورية التشيك، Qwant في فرنسا، ياهو في اليابان وتايوان والولايات المتحدة، بالإضافة إلى بينغ ودك دك جو. تقدم بعض محركات البحث الأصغر تسهيلات غير متوفرة مع جوجل، على سبيل المثال عدم تخزين أي معلومات خاصة أو معلومات تتبع.
داخل الولايات المتحدة، اعتبارًا من يوليو 2018، تعامل بينغ مع 24.2 بالمائة من جميع طلبات البحث. خلال نفس الفترة، كان لدى Oath (المعروفة سابقًا باسم Yahoo) حصة سوق البحث بنسبة 11.5 بالمائة. شركة جوجل الرائدة خدمت ما يقدر 63.2 بالمائة من جميع طلبات البحث الأساسية في الولايات المتحدة.

## فهرسة البحث
جوجل هي أشهر محرك للبحث خلال الإنترنت وينتج البحث عشر نتائج في الصفحة الظاهرة.
علامة جوجل
رمز جوجل هو الرمز الذي يظهر كلمة «جوجل» بالالوان المبهجة.
و يتغير رمز جوجل أحيانا عند المناسبات والاعياد العالمية وأيضا يتغير أحيانا بوضع صورة شخص شهير قديما لتخليد ذكراه في يوم ميلاده.
«ضربة حظ»
ضربة حظ هي خاصية تميز «جوجل» وهي ان تكتب كلمات البحث ثم تضغط على «ضربة حظ»، فتأخذك مباشرة إلى أول نتيجة في الصفحة التي كانت ستظهر في البحث العادى؛ وفكرة هذه الخاصية هي الايمان بالحظ وعدم الحاجة إلى رؤية جميع النتائج. وتكلف هذه الخدمة جوجل كثيرا لانه تغيب الإعلانات التي تشكل المصدر المهم لمكاسب الإنترنت.

## وصلات خارجية
- الموقع الرسمي